# Augusto Carvacho
Augusto Carvacho, né le 18 mars 1914 et mort à la fin du XXe siècle, est un joueur chilien de basket-ball.

## Palmarès
- Champion d'Amérique du Sud 1937